# Bess Houdini
Wilhelmina Beatrice Rahner, conhecida artisticamente como Bess Houdini (Brooklyn, 22 de janeiro de 1876 - Needles, 11 de fevereiro de 1943), foi uma assistente de palco norte-americana e esposa de Harry Houdini.

## Biografia
Filha de imigrantes alemães, conheceu os irmãos Weisz (ou "Os Irmãos Houdini") numa de suas apresentações de dança em Coney Island. Inicialmente, foi cortejada por Theodore Hardeen, mas casou com Harry Houdini em 22 de junho de 1894. Com a separação dos irmãos Houdini, Harry e Bess passaram a se apresentar como "Os Houdini" até o início da década de 1900, quando Houdini passou a se apresentar com o show "Handcuff Act"
. Quando Harry Houdini já era bastante conhecido, Bess acompanhava o marido somente na condição de esposa. 
Após a morte de Harry, abriu uma casa de chá em  Nova York e, esporadicamente, fazia pequenas apresentações, como uma em que congelou um índio Sioux em um cubo de gelo.
Em 1930, mudou-se para Hollywood com a intenção de preservar a memória e o legado de Harry Houdini, organizando eventos para este propósito e promovendo alguns filmes, de ficção e documentários, sobre a vida do casal. Em 1939, ajudou a organizar um grupo para shows de mágica com todos os seus membros sendo do sexo feminino, chamada "MagiGals", e sempre era convidada para participar de convenções de mágicos. 
Bess morreu de ataque cardíaco em 11 de fevereiro de 1943 a bordo de um trem viajando de Los Angeles para Nova York.

## Ligação externa
- IBDB